# Заграєць
Заграєць (словен. Zagrajec) — поселення в общині Комен, Регіон Обално-крашка, Словенія. Висота над рівнем моря: 310 м.